# Arrondissement Pamiers
Pamiers is een arrondissement van het Franse departement Ariège in de regio Occitanie. De onderprefectuur is Pamiers.

## Kantons
Het arrondissement was tot 2014 samengesteld uit de volgende kantons:
- Kanton Le Fossat
- Kanton Le Mas-d'Azil
- Kanton Mirepoix
- Kanton Pamiers-Est
- Kanton Pamiers-Ouest
- Kanton Saverdun
- Kanton Varilhes

Na de herindeling van de kantons door het decreet van 18 februari 2014, met uitwerking op 22 maart 2015 en de herindeling van de arrondissementen op 1 januari 2017, omvat het arrondissement volgende kantons:
- Kanton Mirepoix
- Kanton Pamiers-1 (deel: 11/14)
- Kanton Pamiers-2
- Kanton Pays d'Olmes (deel: 21/23)
- Kanton Portes d'Ariège